# Monserrato
Monserrato (en sardo: Paùli) es un municipio de Italia de 20.753 habitantes en la ciudad metropolitana de Cagliari, región de Cerdeña. Está situado a 5 km al noreste de Cagliari.
Se ubica en la llanura de la subregión del Campidano. La actividad económica está basada principalmente en la viticultura, y en su territorio se encuentra la bodega más antigua de toda la isla de Cerdeña. Entre los lugares de interés destaca el Museo del Ferrocarril y el casco histórico de la localidad, donde se pueden observar las típicas casas campidanesas.